# Elaine Pritchard
Elaine Zelia Pritchard (7 de janeiro de 1926 – 7 de janeiro de 2012) nascida Elaine Saunders, foi uma enxadrista inglesa que detinha o título de Mestre Internacional Feminina (WIM). Foi uma prodígio do xadrez na década de 1930. Ela foi quatro vezes vencedora do Campeonato Britânico de Xadrez Feminino (1939, 1946, 1956, 1965).

## Carreira
Pritchard aprendeu a jogar xadrez aos cinco anos e foi considerada uma criança prodígio.  Aos 10 anos, ela ganhou Campeonato Mundial Feminino de Xadrez sub 21,  e aos 13 anos ganhou o Campeonato Britânico Feminino pela primeira vez. Participou com sucesso em exibições simultâneas contra Alexander Alekhine e Rudolf Spielmann.
Elaine jogou pela Inglaterra nas Olimpíadas de Xadrez Feminino em 1957, 1972, 1974,1976 e 1978, sua melhor participação ocorreu em 1976 quando a equipe da Inglaterra ganhou a medalha de prata, Elaine ficou em quinto lugar individualmente no terceiro tabuleiro.
Em 1957, ela recebeu o título FIDE Mestre Internacional Feminina (WIM). Ela foi autora de dois livros de xadrez e membro honorário vitalício da Federação Inglesa de Xadrez.

## Jogos de destaque
Rudolf Spielmann vs Elaine Saunders Pritchard (simultânea)
Vera Menchik vs Elaine Saunders Pritchard

## Links externos
- Partidas de Elaine Pritchard (em inglês) no ChessGames.com  -  Portal do enxadrismo
  -  Portal das mulheres
  -  Portal de biografias